# トヨタ店

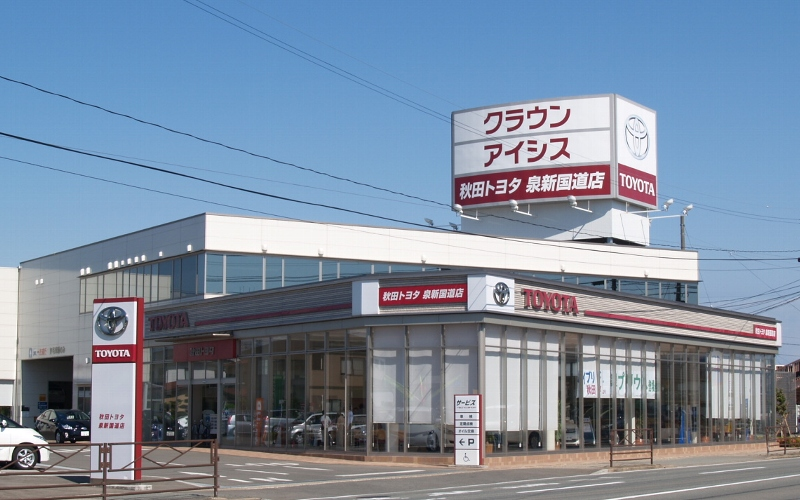
トヨタ店のディーラーの一例（秋田トヨタ泉新国道店）

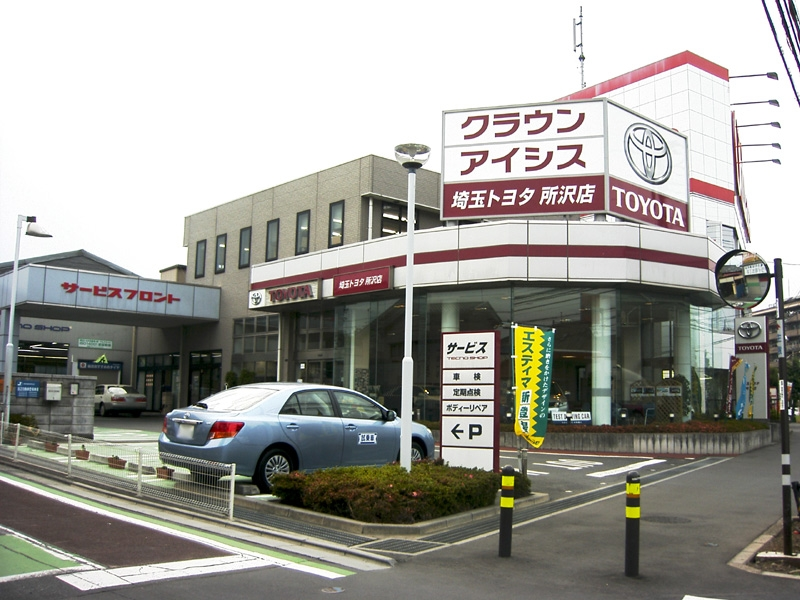
トヨタ店のディーラーの一例（埼玉トヨタ所沢店）

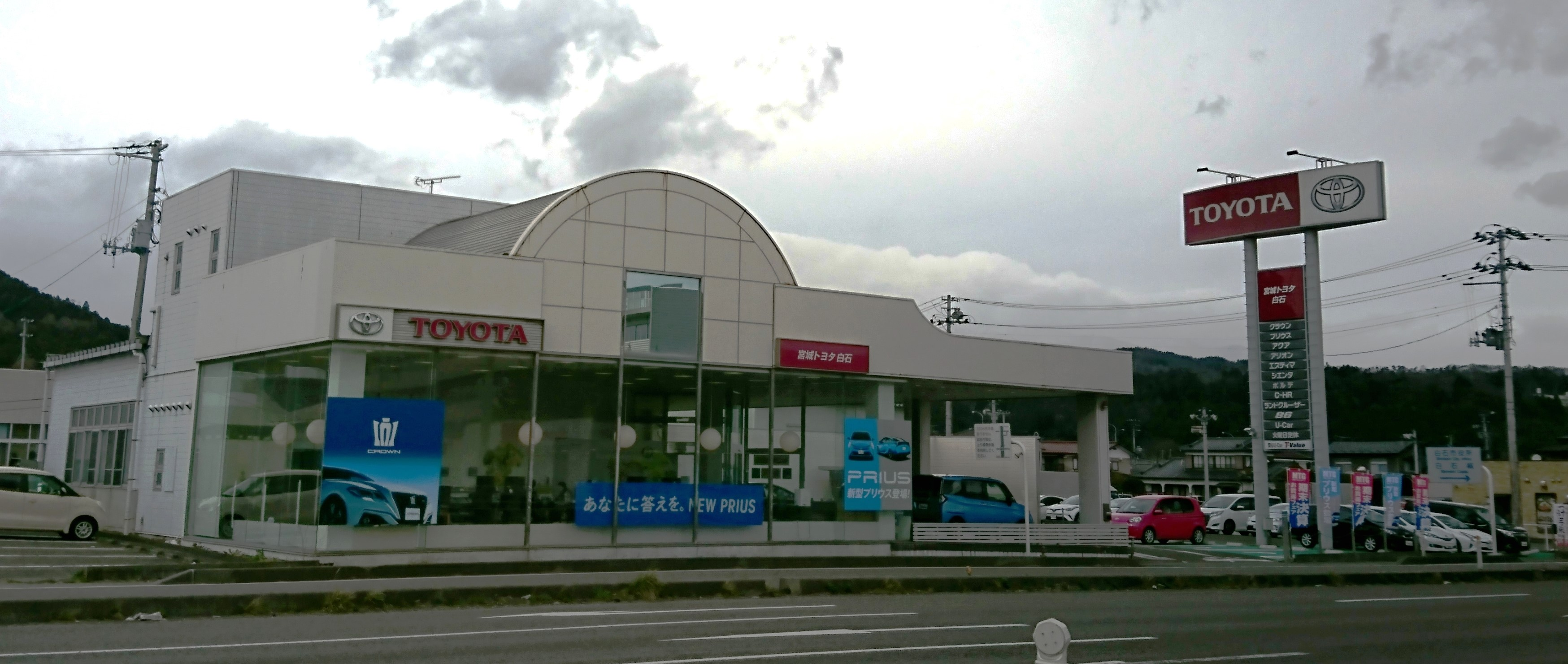
トヨタ店のディーラーの一例（宮城トヨタ白石店）

トヨタ店（トヨタてん）は、トヨタ自動車のトヨタブランドを扱うディーラーの一つ（旧トヨタ自動車販売）。トヨタが最初に作った販売店である。
キャッチコピーは「フロンティアへ　人を、地域を、もっと笑顔に」。2016年3月までは「最上の出会いをトヨタ店で。」。

## 概要
第二次世界大戦後すぐに自社販売網の再構築を目指したトヨタ自動車工業（TMC）が、1946年秋までに46都道府県毎に1社ずつ（北海道は札幌と旭川の2社）、各地の有力地場資本と提携し整えたTMC初の販売チャネルである。当初の社名は「○○トヨタ自動車販売（○○はおおむね都道府県名）」であったが、TMCの指示により47社は1948年夏以降「○○トヨタ自動車」へ変更となり、その後トヨペット店と分派した。
専売車種にセンチュリー、クラウンなどの高級車、および商用車（ライトバン・トラックなど）が多かったため、富裕層や法人ユーザーに強みを持っている。
2020年5月（東京地区では2019年4月）からの全車種取扱開始で事実上のチャネル制度廃止となり社名の縛りは無くなったが、「トヨタ店」ブランドを継続使用しているディーラーが多い。
その一方、他チャネルとの合併・再編が進んだことで「トヨタ店」を名乗るディーラーが存在しなくなった地域がある（詳細は「#販売体制」で後述）。

## 販売体制
トヨタ店はおおむね各都道府県に1つの販売店としているが、東京都・神奈川県・富山県・沖縄県はトヨタ店を名乗るディーラーが存在しない。
- 東京都 - TMC直営のトヨタ東京販売ホールディングスは2019年（平成31年）4月、傘下の4ディーラー（東京トヨタ自動車、東京トヨペット、トヨタ東京カローラ、ネッツトヨタ東京）を吸収合併・統合しトヨタモビリティ東京となり、他の道府県に先駆けてチャネル制度を廃止した。それ以降、都内にトヨタ店を名乗るディーラーは存在しない[1]。
- 神奈川県 - KTグループは傘下の神奈川トヨタ自動車を存続会社としてグループ3社（トヨタカローラ横浜、ネッツトヨタ横浜、ネッツトヨタ湘南）を合併させ、2020年（令和2年）5月よりトヨタモビリティ神奈川の商号で営業している[2] [3]。以降、神奈川県内にトヨタ店を名乗るディーラーは存在しない。
- 富山県 - 品川グループは2021年（令和3年）1月、傘下の富山トヨタ自動車を存続会社としてグループ2社（富山トヨペット、ネッツトヨタノヴェルとやま）を吸収合併させ、社名をトヨタモビリティ富山に変更、以降、富山県内にトヨタ店を名乗るディーラーは存在しない。
- 沖縄県 - 沖縄トヨタ自動車は、2022年（令和4年）4月1日付で沖縄トヨタグループ傘下の沖縄トヨペット、トヨタカローラ沖縄、ネッツトヨタ沖縄を吸収合併・統合し、一部を除いて店舗名を『トヨタウン◯◯店』（◯◯は所在地名）に統一して展開している。これにより、それ以降、沖縄県内にトヨタ店を名乗るディーラーは存在しない。ただし、存続会社となる沖縄トヨタ自動車そのものの社名変更は行われていない[4][5]。このため、統合後の一般的な社名および店名である「トヨタモビリティ◯◯」（◯◯は都道府県名など）と名乗らない地域となっている（他に後述の長野トヨタ自動車なども該当する）。

また、広大な面積を誇る北海道では以下4つのトヨタ店の運営会社が存在している。
- 札幌トヨタ自動車（石狩振興局・後志総合振興局・空知総合振興局管内の札幌運輸支局エリア、胆振総合振興局の室蘭運輸支局エリア。但し、日高振興局管内の室蘭運輸支局エリアは2011年10月にひだかトヨタ自動車販売に移管）
- 旭川トヨタ自動車（上川総合振興局・留萌振興局・宗谷総合振興局管内の旭川運輸支局エリア、オホーツク総合振興局管内の北見運輸支局エリア）
- 函館トヨタ自動車（渡島総合振興局・檜山振興局管内の函館運輸支局エリア）
- 釧路トヨタ自動車（釧路総合振興局・根室振興局管内の釧路運輸支局エリア、十勝総合振興局管内の帯広運輸支局エリア）

2020年（令和2年）5月に開始された全車種併売化に伴い、地域によっては他のチャネルを吸収合併する動きが相次いでいる。
- 札幌トヨタグループである函館トヨタ自動車は、2020年（令和2年）7月1日付でネッツトヨタ道南（ネッツ店系列）と経営統合した[6]。
- 宮城トヨタ自動車は、2021年（令和3年）5月1日付で子会社だったネッツトヨタ宮城(旧・トヨタビスタ宮城)を、2023年4月1日付でトヨタ自動車から経営を譲受し、子会社化していたトヨタカローラ宮城をそれぞれ吸収合併した。
- 静岡トヨタ自動車は、2020年（令和2年）7月1日付でネッツトヨタ浜松（ネッツ店系列）を吸収合併した[7]。
- 奈良トヨタ自動車は、2021年（令和3年）4月1日付で同資本のトヨタカローラ奈良を吸収合併し社名を「奈良トヨタ」に変更した。
- 長野トヨタ自動車は、Uグループ3社（長野トヨペット、トヨタカローラ長野、ネッツトヨタ長野）を吸収合併した。
- 香川トヨタ自動車（旧社）は、2019年（令和元年）9月30日付で持株会社のTMKホールディングスに移行し、新・香川トヨタ自動車と香川トヨペットを傘下に入れた。2022年（令和4年）1月1日付で香川トヨタ自動車を存続会社としてこの両社が合併した。
- 西九州トヨタ自動車は、2022年（令和4年）4月1日付で長崎県での店舗運営を同じ昭和グループの福岡トヨタ自動車へ吸収分割により継承するとともに、同じ昭和グループのネッツトヨタ佐賀（ネッツ店系列）を吸収合併し、社名を長崎トヨタ自動車との統合前の社名だった佐賀トヨタ自動車へ変更。この再編により、佐賀県は旧ネッツ店を含めて屋号を「佐賀トヨタ」へ変更・統一、長崎県は屋号を「長崎トヨタ」（ロゴは福岡トヨタと同一デザインとなる「NT 長崎トヨタ」）へ変更したことで、15年ぶりに統合前のそれぞれの屋号へ回帰した[8]。
- 宮崎トヨタ自動車は、2023年（平成5年）4月1日付でグループ会社のトヨタカローラ宮崎、ネッツトヨタ宮崎、ネッツトヨタヒムカを吸収合併した。宮崎トヨタだった店舗以外の店舗名は地名の前に「カローラ」、「ネッツ」、「ネッツヒムカ」を付けている[9]。

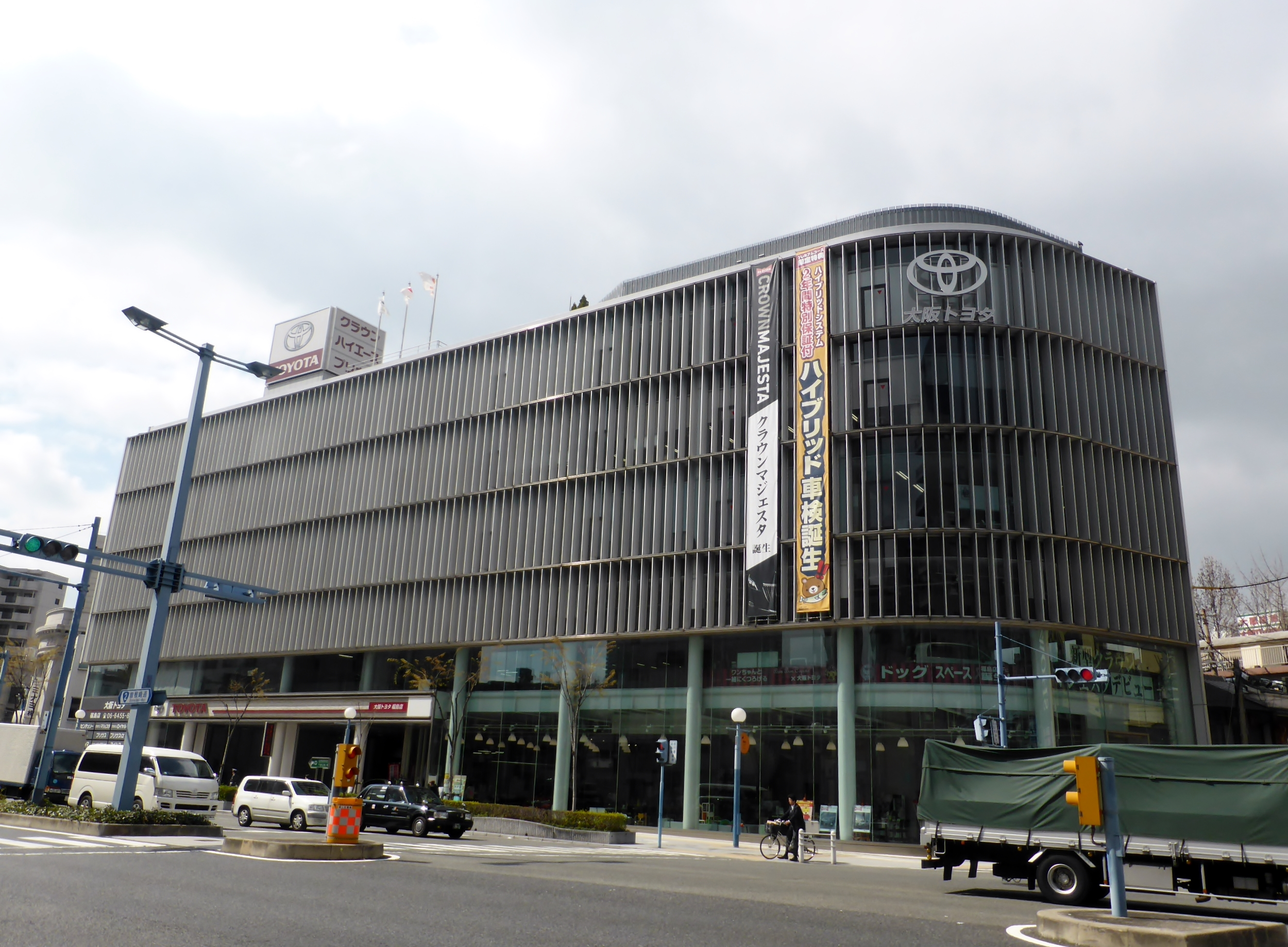
大阪トヨタ自動車本社（2012年）

大阪府では以前、旧・大阪トヨペットがトヨタ店の販売車種を扱い、反対に旧・大阪トヨタ自動車がトヨペット店の車種を扱う「ねじれ」が生じていたが、2006年（平成18年）8月8日をもって両社の社名入替を実施し、以下のように他都道府県と同様の取扱車種へ変更された
- 旧・大阪トヨペット→現・大阪トヨタ自動車
- 旧・大阪トヨタ自動車→現・大阪トヨペット

ただし、現在も一部に現・大阪トヨペットと入れ違っている車種もある（詳細）。

## 現在の取扱車種
※ 2023年11月現在

### 全国の取扱
- ★が付与された車種は専売車種
- ☆が付与された車種は2020年4月30日以前は専売車種扱いで、同年5月1日より全てのトヨタ車両販売店（一部除く）の取扱に移行した車種
- ◎が付与された車種は2020年5月1日の全車種併売化に伴って取扱を開始した車種
- ◇が付与された車種は2020年4月30日以前は大阪地区においては大阪トヨペットでの取扱だった車種

なお、軽自動車「ピクシス」シリーズに関しては、2020年4月30日までは青森トヨタ・秋田トヨタ・鳥取トヨタ・島根トヨタ・徳島トヨタ・香川トヨタ・愛媛トヨタ・高知トヨタ・西九州トヨタ・熊本トヨタ・大分トヨタ・宮崎トヨタ・鹿児島トヨタ・沖縄トヨタのみの取扱で、カローラ店・ネッツ店及び一部のトヨペット店との併売であった。これらとは別に、一部地域ではダイハツ車を扱っている店舗がある。

#### セダン
- カムリ◎（2020年4月まではトヨペット店・カローラ店・ネッツ店での取扱）
- カローラ◎（2020年4月まではカローラ店の専売）
- カローラアクシオ◎（2020年4月まではカローラ店の専売）
- クラウン[注 3]
- センチュリー（セダンタイプ）☆
- トヨタ教習車☆（2020年4月まではトヨペット店の専売）
- プリウス（全てのトヨタ車両販売店で取扱う。初代は専売、2代目はトヨペット店と併売）
- MIRAI☆（2020年4月まではトヨペット店と併売）

#### ワゴン
- カローラツーリング◎
- カローラフィールダー◎

#### スポーツ
- GRカローラ
- GR86（全てのトヨタ車両販売店で取扱う）
- GRヤリス
- スープラ（全てのトヨタ車両販売店で取扱う）

#### コンパクト
- アクア（全てのトヨタ車両販売店で取扱う）
- カローラスポーツ◎（2020年4月まではカローラ店の専売）
- ヤリス◎（2020年4月まではネッツ店の専売）
- ルーミー（ダイハツ・トールのOEM、2020年4月までカローラ店と併売）

#### ミニバン
- アルファード◎（2020年4月まではトヨペット店の専売）
- ヴェルファイア◎（2020年4月まではネッツ店の専売）
- ヴォクシー◎（2020年4月まではネッツ店の専売）
- グランエース（全てのトヨタ車両販売店で扱う）
- シエンタ（全てのトヨタ車両販売店で取扱う）
- ノア◎（2020年4月まではカローラ店の専売）
- ハイエースワゴン◎（2020年4月まではトヨペット店の専売だった）

#### SUV
- カローラクロス
- クラウン（クロスオーバー）
- クラウン（スポーツ）
- センチュリー
- ハイラックス☆
- ハリアー◎（2020年4月まではトヨペット店での取扱）
- bZ4X（当初はリース販売のみの取り扱いだったが、2023年10月より一般販売を開始）
- ヤリスクロス
- ライズ（2代目ダイハツ・ロッキーのOEM、全てのトヨタ車両販売店で扱う）
- RAV4◎（2020年4月まではカローラ店・ネッツ店での取扱）
- ランドクルーザー300☆◇
- ランドクルーザー70
- ランドクルーザープラド☆◇

#### 軽自動車
- ピクシスエポック◎（ダイハツ・ミライースのOEM）
- ピクシスバン◎（ダイハツ・ハイゼットカーゴのOEM）
- ピクシストラック◎（ダイハツ・ハイゼットトラックのOEM）
- コペン GR SPORT（2代目ダイハツ・コペンのOEM、OEM元と同じ車種名だがトヨタブランドでは「GR SPORT」のみ、全てのトヨタ車両販売店で扱う）

#### 商用車
- コースター☆◇
- ジャパンタクシー（トヨペット店と併売）
- ダイナ☆◇
- ハイエース◎（2020年4月までは大阪トヨタのみの取扱で、大阪地区以外の地域はトヨペット店の専売だった）
- タウンエース◎（ダイハツ・グランマックスのOEMでインドネシア製、2020年4月まではカローラ店の専売だった）
- プロボックス◎（2020年4月まではカローラ店の専売だった）
- ハイメディック★
- トヨタ救急車★

#### 小型モビリティ
- C+walkT（一部店舗での取り扱い）
- C+pod（リース販売のみでの取り扱い）

下記の車種については、大阪地区においては大阪トヨペットの取扱となっている（なお、北海道日高振興局管内ではひだかトヨタ自動車販売、東京地区ではトヨタモビリティ東京、神奈川地区ではトヨタモビリティ神奈川、富山地区ではトヨタモビリティ富山、沖縄地区では沖縄トヨタ自動車（トヨタウン店）の取扱となる）。
- ハイメディック
- トヨタ救急車

### 旧・大阪トヨタで取扱っていた車種
これまで旧・大阪トヨタでは、マークXなどのトヨペット店の車種を扱っていた（反対に旧・大阪トヨペットがトヨタ店の車種を扱っていた）が、2006年8月8日をもって両社の社名を入れ替え（旧・大阪トヨペット→現・大阪トヨタ／旧・大阪トヨタ→現・大阪トヨペット）、他の道府県と同様の取扱車種に変更された。ただし前述の通り、現・大阪トヨペットと一部取扱車種が入れ違っているものがある。
- ベルタ
- ラッシュ
- アルファード
- ハリアー
- マークX
- ラクティス
- プレミオ
- プログレ
- イプサム

## 過去の取扱車種

### 専売車種
- クラウンマジェスタ（2018年6月にクラウンのS22#系へのフルモデルチェンジで現・『G-Executive』シリーズへ移行）
- クラウンセダン
- カリーナ（2001年にアリオンへ）
- カリーナED（1998年にモデル廃止）
- ブレビス
- ガイア（2004年にアイシスへ[注 4]）
- クラウンエステート（ステーションワゴン）
- トヨペット・マスターライン
- キャバリエ（シボレー・キャバリエのOEM車種）
- クラシック
- マスターエース
- ハイラックスサーフ（1992年8月-1997年12月はトヨペット店と併売）
- メガクルーザー
- クラウンコンフォート
- クイックデリバリー
- スタウト
- コースターR（リエッセのOEM車種）
- ダイナグランキャブ（レンジャーのOEM車種）
- FJクルーザー（2018年2月販売終了）
- アリオン（2021年4月販売終了）

### 併売車種
- ソアラ（トヨペット店と併売。2005年にレクサス・SCとしてレクサスから発売）
- オリジン（全店併売）
- セルシオ（トヨペット店と併売。2006年にレクサス・LSとしてレクサスから発売）
- カルディナ（トヨペット店と併売）
- ブレイド（トヨペット店と併売）
- サクシード（トヨペット店と併売。ワゴンの販売終了後もバンは継続販売していたが、2020年5月にプロボックスバンへ統合）
- SAI（全てのトヨタ取扱販売店で扱う）
- アベンシス（トヨペット店、およびネッツ店と併売）
- エスティマ/エスティマ ハイブリッド（カローラ店と併売、2019年10月販売終了）
- タンク◎（ダイハツ・トールのOEM、2020年4月30日まではトヨペット店・ネッツ店での取扱、2020年9月販売終了）
- プレミオ◎（2020年4月30日まではトヨペット店の専売、2021年4月販売終了）
- プリウスα（全てのトヨタ車両販売店で取扱う、2021年4月販売終了）
- ポルテ（2020年4月30日まではトヨペット店との併売、2021年1月販売終了）
- スペイド◎（2020年4月30日まではカローラ店・ネッツ店での取扱、2021年1月販売終了）
- エスクァイア（2020年4月30日まではトヨペット店と併売、2022年1月販売終了）
- プリウスPHV（全てのトヨタ車両販売店で取扱う、2023年3月販売終了）
- C-HR（全てのトヨタ車両販売店で取扱う、2023年8月販売終了）
- パッソ◎（ダイハツ・ブーンのOEM、2020年4月まではカローラ店の専売、2023年10月販売終了）

### 一部トヨタ店のみの取扱
- ピクシス スペース（ムーヴ コンテのOEM）
- ピクシスメガ◎（ダイハツ・ウェイクのOEM）
- ピクシスジョイ◎（ダイハツ・キャストのOEM）

このほか、1957年にディーゼル店が設置され、大型商用車・ディーゼル商用車の取り扱いはディーゼル店に移管されたが、大都市圏のみにとどめられたため、設置されなかった地域ではその地域のトヨタ店が引き続き取り扱っていた。
以前はフォークリフトなどの産業車両（トヨタL&F）を取り扱っていた販売会社も存在したが、現在は沖縄トヨタ自動車を除き産業車両の販売部門は分社化されている。

### 沖縄県における扱い
沖縄県には1979年9月までトヨペット店が存在しなかった事や、ビスタ店が存在しなかったため、以下の車種を沖縄トヨタ自動車で取り扱っていた。
- コロナマークII（1979年10月から沖縄トヨペットでの取扱）
- コロナ（1979年10月から沖縄トヨペットでの取扱）
- コルサ（1979年10月から沖縄トヨペットでの取扱が開始されたが開始後も沖縄トヨタ自動車でも取扱された）
- ハイエース（1979年10月から2020年4月まで沖縄トヨペットでの取扱、2020年5月から沖縄トヨタ自動車による取扱が再開）
- トヨエース（1979年10月から沖縄トヨペットでの取扱）
- クレスタ（ビスタ店専売）
- ヴェロッサ（ビスタ店専売）
- ブリザード（ビスタ店専売）

また、トヨタ店専売車種の一部は、1979年9月まではトヨタカローラ沖縄とトヨタオート沖縄（後のネッツトヨタ沖縄）で取り扱っていた。
- カリーナ（1979年9月までトヨタオート沖縄での取扱、同年10月から沖縄トヨタ自動車での取扱）
- ダイナ（1979年9月までトヨタカローラ沖縄での取扱、同年10月から沖縄トヨタ自動車での取扱）
- コースター（1979年9月までトヨタカローラ沖縄での取扱、同年10月から沖縄トヨタ自動車での取扱）
- マッシーダイナ（トヨタカローラ沖縄での取扱）

## ディーラー一覧

### 現在の運営会社
| 都道府県 | 会社名                                | 備考                                                                     |
| -------- | ------------------------------------- | ------------------------------------------------------------------------ |
| 北海道   | 札幌トヨタ自動車                      | 札幌、室蘭運輸支局管内がエリア。                                         |
| 北海道   | 旭川トヨタ自動車                      | 旭川、北見運輸支局管内がエリア。                                         |
| 北海道   | 釧路トヨタ自動車                      | 釧路、帯広運輸支局管内がエリア。                                         |
| 北海道   | 函館トヨタ自動車                      | 函館運輸支局管内がエリア。 2020年7月1日にネッツトヨタ道南を合併。        |
| 青森県   | 青森トヨタ自動車                      |                                                                          |
| 岩手県   | 岩手トヨタ自動車                      |                                                                          |
| 宮城県   | 宮城トヨタ自動車                      | 2021年5月にネッツトヨタ宮城を合併、2023年4月にトヨタカローラ宮城を合併。 |
| 秋田県   | 秋田トヨタ自動車                      |                                                                          |
| 山形県   | 山形トヨタ自動車                      |                                                                          |
| 福島県   | 福島トヨタ自動車                      |                                                                          |
| 茨城県   | 茨城トヨタ自動車                      |                                                                          |
| 栃木県   | 栃木トヨタ自動車                      |                                                                          |
| 群馬県   | 群馬トヨタ自動車                      |                                                                          |
| 埼玉県   | 埼玉トヨタ自動車                      |                                                                          |
| 千葉県   | 千葉トヨタ自動車                      |                                                                          |
| 東京都   | （現・トヨタモビリティ東京）          | （現・トヨタモビリティ東京）                                             |
| 神奈川県 | （現・トヨタモビリティ神奈川）        | （現・トヨタモビリティ神奈川）                                           |
| 新潟県   | 新潟トヨタ自動車                      |                                                                          |
| 富山県   | （現・トヨタモビリティ富山）          | （現・トヨタモビリティ富山）                                             |
| 石川県   | 石川トヨタ自動車                      |                                                                          |
| 福井県   | 福井トヨタ自動車                      |                                                                          |
| 山梨県   | 山梨トヨタ自動車                      |                                                                          |
| 長野県   | （現・長野トヨタ自動車）              | （現・長野トヨタ自動車）                                                 |
| 岐阜県   | 岐阜トヨタ自動車                      |                                                                          |
| 静岡県   | 静岡トヨタ自動車                      | 2020年7月1日にネッツトヨタ浜松を合併。                                   |
| 愛知県   | （現・愛知トヨタEAST 愛知トヨタWEST） | （現・愛知トヨタEAST 愛知トヨタWEST）                                    |
| 三重県   | 三重トヨタ自動車                      |                                                                          |
| 滋賀県   | 滋賀トヨタ自動車                      |                                                                          |
| 京都府   | 京都トヨタ自動車                      |                                                                          |
| 大阪府   | 大阪トヨタ自動車                      | 2006年8月8日に旧・大阪トヨペットから社名変更。                           |
| 兵庫県   | 兵庫トヨタ自動車                      |                                                                          |
| 奈良県   | （現・奈良トヨタ）                    | （現・奈良トヨタ）                                                       |
| 和歌山県 | 和歌山トヨタ自動車                    |                                                                          |
| 鳥取県   | 鳥取トヨタ自動車                      |                                                                          |
| 島根県   | 島根トヨタ自動車                      |                                                                          |
| 岡山県   | 岡山トヨタ自動車                      |                                                                          |
| 広島県   | 広島トヨタ自動車                      |                                                                          |
| 山口県   | 山口トヨタ自動車                      |                                                                          |
| 徳島県   | 徳島トヨタ自動車                      |                                                                          |
| 香川県   | 香川トヨタ自動車                      | 2022年1月1日に香川トヨペットを合併。                                     |
| 愛媛県   | 愛媛トヨタ自動車                      |                                                                          |
| 高知県   | 高知トヨタ自動車                      |                                                                          |
| 福岡県   | 福岡トヨタ自動車                      |                                                                          |
| 佐賀県   | （現・佐賀トヨタ自動車）              | （現・佐賀トヨタ自動車）                                                 |
| 長崎県   | 福岡トヨタ自動車 （長崎トヨタ）       |                                                                          |
| 熊本県   | 熊本トヨタ自動車                      |                                                                          |
| 大分県   | 大分トヨタ自動車                      |                                                                          |
| 宮崎県   | 宮崎トヨタ自動車                      | 2023年4月にグループ4社を統合。                                           |
| 鹿児島県 | 鹿児島トヨタ自動車                    |                                                                          |
| 沖縄県   | （現・沖縄トヨタ自動車）              | （現・沖縄トヨタ自動車）                                                 |

### かつてトヨタ店を営んでいた会社
| 都道府県      | 会社名                 | 年月日       | 備考 |
| ------------- | ---------------------- | ------------ | --- |
| 佐賀県        | 佐賀トヨタ自動車（旧） | 2006年4月1日 | 佐賀トヨタ自動車を存続会社として西九州トヨタ自動車に社名変更。                                                                            |
| 長崎県        | 長崎トヨタ自動車       | 2006年4月1日 | 佐賀トヨタ自動車を存続会社として西九州トヨタ自動車に社名変更。                                                                            |
| 大阪府        | 大阪トヨタ自動車（旧） | 2006年8月8日 | チャネルをトヨペット店へ転換、大阪トヨペットに社名変更。                                                                                  |
| 東京都        | 東京トヨタ自動車       | 2019年4月1日 | 系列各社と合併、トヨタモビリティ東京となり法人消滅。                                                                                      |
| 神奈川県      | 神奈川トヨタ自動車     | 2020年5月1日 | 系列各社と合併しトヨタモビリティ神奈川に屋号を変更。                                                                                      |
| 富山県        | 富山トヨタ自動車       | 2021年1月    | 系列各社と合併しトヨタモビリティ富山となる。                                                                                              |
| 長野県        | 長野トヨタ自動車       | 2021年4月1日 | 系列各社を合併し販売チャネルを順次廃止。                                                                                                  |
| 奈良県        | 奈良トヨタ自動車       | 2021年4月1日 | トヨタカローラ奈良を合併し奈良トヨタに社名変更、販売チャネルを順次廃止。                                                                  |
| 佐賀県 長崎県 | 西九州トヨタ自動車     | 2022年4月1日 | 2022年4月1日にネッツトヨタ佐賀と合併し、長崎県内の事業を福岡トヨタ自動車に譲渡。 社名を佐賀トヨタ自動車に再変更し販売チャネルを順次廃止。 |
| 沖縄県        | 沖縄トヨタ自動車       | 2022年4月1日 | 系列各社を合併し屋号をトヨタウンに順次変更。                                                                                              |
| 愛知県        | 愛知トヨタ自動車       | 2023年5月1日 | 系列各社と統合し愛知トヨタEASTと愛知トヨタWESTの2社に再編。                                                                               |